# Le cinesi (Conforto)
Le cinesi (título original en italiano; en español, Los chinos) es una ópera en un acto con música de Nicola Conforto y libreto en italiano de Pietro Metastasio, el cual lo escribió en el año 1735 para ser musicado el mismo año por Antonio Caldara. Se estrenó en el año 1750 en Milán. 
El 10 de octubre del año siguiente fue repuesta, variando el título y algunas arias, en Madrid, para la celebración de la onomástica del rey de España Fernando VI. Esta representación tomó entonces el nombre de La festa cinese y entre los cantantes figuraba el nombre del célebre Farinelli.

## Grabaciones
La primera y única grabación de esta ópera fue producida el 26 de julio de 2005 en la Opéra Comedie de Montpellier bajo Fabio Biondi con la orquesta Europa Galante y los cantantes Marta Almajano, Maria Grazia Schiavo, Lucia Cirillo y Silvia Tro Santafé.